# آهوچه روونزوری
آهوچه روونزوری (نام علمی: Cephalophus rubidus) نام گونه‌ای از زیرخانواده غزالک است.